# V-League 2015-2016 (maschile)
La V-League 2015-2016, 12ª edizione della massima serie del campionato sudcoreano di pallavolo maschile, si è svolta dal 10 ottobre 2015 al 24 marzo 2016: al torneo hanno partecipato 7 squadre di club sudcoreane e la vittoria finale è andata per seconda volta consecutiva all'OK Rush & Cash.

## Regolamento

### Formula
Le squadre hanno disputato un girone all'italiana, composta da sei round, scontrandosi con ciascun'avversaria per tre volte in casa e per tre volte fuori casa, per un totale di trentasei giornate; al termine della regular season:
- La prima classificata ha avuto accesso diretto alla finale dei play-off scudetto, giocata al meglio delle cinque gare;
- La seconda classificata ha avuto accesso diretto alla semifinale dei play-off scudetto, giocata al meglio delle tre gare;
- La terza e la quarta classificata hanno avuto accesso ai quarti di finale dei play-off scudetto, giocati in gara unica.

### Criteri di classifica
Se il risultato finale è stato di 3-0 o 3-1 sono stati assegnati 3 punti alla squadra vincente e 0 a quella sconfitta, se il risultato finale è stato di 3-2 sono stati assegnati 2 punti alla squadra vincente e 1 a quella sconfitta.
L'ordine del posizionamento in classifica è stato definito in base a:
- Punti;
- Numero di partite vinte;
- Ratio dei set vinti/persi;
- Ratio dei punti realizzati/subiti.

## Squadre partecipanti
Al campionato di V-League 2015-2016 partecipano sette squadre di club sudcoreane: tra queste i LIG Greaters assumono la nuova denominazione KB Stars a partire da questa stagione.
| Club               | Stagione | Città   | Impianto                 | Stagione precedente       |
| ------------------ | -------- | ------- | ------------------------ | ------------------------- |
| Hyundai Skywalkers | dettagli | Cheonan | Ryu Gwansun Gymnasium    | 5ª in V-League            |
| KB Stars           | dettagli | Gumi    | Park Chung-hee Gymnasium | 6ª in V-League            |
| KEPCO Vixtorm      | dettagli | Suwon   | Suwon Gymnasium          | 3ª in V-League            |
| Korean Air Jumbos  | dettagli | Incheon | Gyeyang Gymnasium        | 4ª in V-League            |
| OK Rush & Cash     | dettagli | Ansan   | Sangnoksu Gymnasium      | Campione di Corea del Sud |
| Samsung Bluefangs  | dettagli | Daejeon | Chungmu Gymnasium        | 2ª in V-League            |
| Woori Card Hansae  | dettagli | Seul    | Jangchung Gymnasium      | 7ª in V-League            |

## Torneo

### Regular season

#### Risultati
| Primo round |                                        |     |                                   |
|             |                                        |     |                                   |
| 10-10       | OK Rush & Cash - Samsung Bluefangs     | 3-1 | 25-21, 28-26, 23-25, 25-23        |
| 11-10       | Korean Air Jumbos - KEPCO Vixtorm      | 3-0 | 26-24, 25-21, 25-21               |
| 12-10       | Hyundai Skywalkers - Woori Card Hansae | 3-2 | 25-22, 20-25, 21-25, 25-22, 15-11 |
| 13-10       | KB Stars - OK Rush & Cash              | 0-3 | 18-25, 19-25, 25-27               |
| 14-10       | Samsung Bluefangs - Korean Air Jumbos  | 0-3 | 20-25, 34-36, 16-25               |
| 15-10       | Woori Card Hansae - KEPCO Vixtorm      | 0-3 | 21-25, 18-25, 19-25               |
| 17-10       | Korean Air Jumbos - Hyundai Skywalkers | 3-0 | 25-23, 33-31, 25-23               |
| 18-10       | KB Stars - Woori Card Hansae           | 3-2 | 28-26, 21-25, 22-25, 25-22, 15-5  |
| 19-10       | OK Rush & Cash - KEPCO Vixtorm         | 3-0 | 25-17, 25-21, 25-18               |
| 20-10       | Samsung Bluefangs - Hyundai Skywalkers | 0-3 | 21-25, 16-25, 25-27               |
| 21-10       | Korean Air Jumbos - Woori Card Hansae  | 2-3 | 25-22, 18-25,20-25, 25-21, 12-15  |
| 22-10       | KB Stars - KEPCO Vixtorm               | 0-3 | 21-25, 20-25, 23-25               |
| 24-10       | Woori Card Hansae - OK Rush & Cash     | 3-2 | 25-22, 18-25, 23-25, 25-20, 15-13 |
| 25-10       | Hyundai Skywalkers - KB Stars          | 3-1 | 25-23, 25-18, 32-34, 25-20        |
| 26-10       | OK Rush & Cash - Korean Air Jumbos     | 3-2 | 25-18, 25-22, 22-25, 16-25, 15-13 |
| 27-10       | Woori Card Hansae - Samsung Bluefangs  | 2-3 | 23-25, 25-22, 18-25, 25-21, 17-19 |
| 28-10       | KEPCO Vixtorm - Hyundai Skywalkers     | 0-3 | 16-25, 17-25, 17-25               |
| 29-10       | KB Stars - Samsung Bluefangs           | 1-3 | 29-27, 21-25, 21-25, 21-25        |
| 31-10       | Hyundai Skywalkers - OK Rush & Cash    | 1-3 | 25-22, 21-25, 22-25, 17-25        |
| 01-11       | Samsung Bluefangs - KEPCO Vixtorm      | 2-3 | 25-18, 22-25, 25-15, 16-25, 16-18 |
| 02-11       | Korean Air Jumbos - KB Stars           | 3-1 | 18-25, 25-21, 25-21, 25-21        |

| Secondo round |                                        |     |                                   |
|               |                                        |     |                                   |
| 03-11         | OK Rush & Cash - Woori Card Hansae     | 3-1 | 18-25, 25-18, 25-12, 25-20        |
| 04-11         | Hyundai Skywalkers - Samsung Bluefangs | 3-0 | 26-24, 25-23, 25-21               |
| 05-11         | KEPCO Vixtorm - Korean Air Jumbos      | 3-0 | 25-15, 25-22, 25-20               |
| 07-11         | Samsung Bluefangs - Woori Card Hansae  | 3-0 | 25-22, 25-23, 25-17               |
| 08-11         | KEPCO Vixtorm - OK Rush & Cash         | 1-3 | 25-19, 20-25, 16-25, 20-25        |
| 09-11         | KB Stars - Korean Air Jumbos           | 0-3 | 27-29, 23-25, 24-26               |
| 10-11         | Woori Card Hansae - Hyundai Skywalkers | 3-2 | 25-22, 19-25, 21-25, 25-20, 15-13 |
| 11-11         | KEPCO Vixtorm - Samsung Bluefangs      | 0-3 | 22-25, 17-25, 21-25               |
| 12-11         | OK Rush & Cash - KB Stars              | 3-0 | 25-21, 25-16, 25-21               |
| 14-11         | Hyundai Skywalkers - Korean Air Jumbos | 2-3 | 25-20, 25-20, 21-25, 18-25, 11-15 |
| 15-11         | Samsung Bluefangs - KB Stars           | 3-0 | 25-14, 25-23, 25-21               |
| 16-11         | KEPCO Vixtorm - Woori Card Hansae      | 3-1 | 25-20, 21-25, 25-17, 25-23        |
| 17-11         | Hyundai Skywalkers - KB Stars          | 3-1 | 23-25, 26-24, 25-19, 25-23        |
| 18-11         | Samsung Bluefangs - OK Rush & Cash     | 3-1 | 25-21, 23-25, 25-22, 35-33        |
| 19-11         | Woori Card Hansae - Korean Air Jumbos  | 0-3 | 23-25, 27-29, 20-25               |
| 21-11         | KB Stars - KEPCO Vixtorm               | 1-3 | 35-33, 28-30, 15-25, 16-25        |
| 22-11         | OK Rush & Cash - Hyundai Skywalkers    | 0-3 | 22-25, 26-28, 23-25               |
| 23-11         | Korean Air Jumbos - Samsung Bluefangs  | 0-3 | 23-25, 19-25, 20-25               |
| 24-11         | Woori Card Hansae - KB Stars           | 3-1 | 19-25, 25-23, 25-18, 25-23        |
| 25-11         | Hyundai Skywalkers - KEPCO Vixtorm     | 0-3 | 23-25, 22-25, 22-25               |
| 26-11         | Korean Air Jumbos - OK Rush & Cash     | 3-2 | 26-28, 25-21, 25-23, 23-25, 15-11 |

| Terzo round |                                        |     |                                   |
|             |                                        |     |                                   |
| 28-11       | Korean Air Jumbos - KB Stars           | 0-3 | 22-25, 22-25, 22-25               |
| 29-11       | Samsung Bluefangs - OK Rush & Cash     | 3-2 | 26-24, 23-25, 22-25, 25-21, 15-11 |
| 30-11       | Hyundai Skywalkers - Woori Card Hansae | 3-0 | 29-27, 25-17, 25-22               |
| 01-12       | KEPCO Vixtorm - KB Stars               | 1-3 | 23-25, 21-25, 25-22, 20-25        |
| 02-12       | Korean Air Jumbos - OK Rush & Cash     | 0-3 | 17-25, 19-25, 19-25               |
| 03-12       | Woori Card Hansae - Samsung Bluefangs  | 0-3 | 17-25, 20-25, 11-25               |
| 05-12       | KEPCO Vixtorm - Hyundai Skywalkers     | 2-3 | 25-23, 23-25, 23-25, 25-22, 8-15  |
| 06-12       | OK Rush & Cash - Woori Card Hansae     | 3-1 | 25-14, 24-26, 25-18, 25-23        |
| 07-12       | Samsung Bluefangs - Korean Air Jumbos  | 1-3 | 24-26, 25-21, 17-25, 24-26        |
| 08-12       | KB Stars - Hyundai Skywalkers          | 0-3 | 23-25, 20-25, 20-25               |
| 09-12       | OK Rush & Cash - KEPCO Vixtorm         | 3-1 | 22-25, 25-23, 25-21, 25-21        |
| 10-12       | Woori Card Hansae - KB Stars           | 0-3 | 24-26, 14-25, 23-25               |
| 12-12       | KEPCO Vixtorm - Samsung Bluefangs      | 0-3 | 22-25, 22-25, 22-25               |
| 13-12       | Hyundai Skywalkers - Korean Air Jumbos | 1-3 | 25-19, 25-27, 17-25, 22-25        |
| 14-12       | KEPCO Vixtorm - Woori Card Hansae      | 3-0 | 25-22, 25-18, 25-22               |
| 15-12       | KB Stars - OK Rush & Cash              | 0-3 | 16-25, 21-25, 17-25               |
| 16-12       | Hyundai Skywalkers - Samsung Bluefangs | 2-3 | 25-20, 22-25, 18-25, 25-20, 11-15 |
| 17-12       | Korean Air Jumbos - KEPCO Vixtorm      | 3-1 | 25-22, 25-20, 21-25, 25-16        |
| 19-12       | OK Rush & Cash - Hyundai Skywalkers    | 3-0 | 25-23, 25-20, 25-21               |
| 20-12       | Samsung Bluefangs - KB Stars           | 3-2 | 22-25, 25-19, 25-19, 23-25, 17-15 |
| 21-12       | Korean Air Jumbos - Woori Card Hansae  | 3-0 | 25-16, 25-23, 25-17               |

| Quarto round |                                        |     |                                   |
|              |                                        |     |                                   |
| 27-12        | OK Rush & Cash - KB Stars              | 3-1 | 26-24, 22-25, 30-28, 29-27        |
| 28-12        | Woori Card Hansae - Korean Air Jumbos  | 0-3 | 20-25, 14-25, 22-25               |
| 29-12        | Samsung Bluefangs - KEPCO Vixtorm      | 3-1 | 25-20, 25-16, 20-25, 25-20        |
| 30-12        | Woori Card Hansae - OK Rush & Cash     | 1-3 | 17-25, 25-22, 14-25, 23-25        |
| 31-12        | KEPCO Vixtorm - Korean Air Jumbos      | 2-3 | 25-22, 23-25, 21-25, 25-22, 8-15  |
| 01-01        | OK Rush & Cash - Samsung Bluefangs     | 3-0 | 25-22, 26-24, 25-16               |
| 02-01        | Woori Card Hansae - Hyundai Skywalkers | 0-3 | 19-25, 16-25, 20-25               |
| 03-01        | Korean Air Jumbos - Samsung Bluefangs  | 2-3 | 25-21, 25-21, 15-25, 22-25, 12-15 |
| 04-01        | KEPCO Vixtorm - KB Stars               | 2-3 | 25-17, 22-25, 17-25, 25-18, 21-23 |
| 05-01        | Hyundai Skywalkers - OK Rush & Cash    | 3-0 | 26-24, 25-20, 25-21               |
| 06-01        | KB Stars - Korean Air Jumbos           | 0-3 | 19-25, 22-25, 22-25               |
| 07-01        | Woori Card Hansae - KEPCO Vixtorm      | 3-2 | 25-22, 17-25, 25-20, 14-25, 15-13 |
| 09-01        | Samsung Bluefangs - Hyundai Skywalkers | 0-3 | 21-25, 14-25, 23-25               |
| 10-01        | KB Stars - Woori Card Hansae           | 3-1 | 20-25, 25-19, 25-20, 25-23        |
| 11-01        | KEPCO Vixtorm - OK Rush & Cash         | 3-1 | 25-23, 22-25, 25-23, 25-21        |
| 12-01        | Korean Air Jumbos - Hyundai Skywalkers | 2-3 | 25-18, 23-25, 20-25, 25-16, 12-15 |
| 13-01        | Samsung Bluefangs - Woori Card Hansae  | 3-2 | 25-18, 21-25, 19-25, 25-18, 15-13 |
| 14-01        | Hyundai Skywalkers - KB Stars          | 3-0 | 25-22, 25-22, 25-22               |
| 16-01        | OK Rush & Cash - Korean Air Jumbos     | 1-3 | 25-22, 22-25, 21-25, 17-25        |
| 17-01        | KB Stars - Samsung Bluefangs           | 1-3 | 25-22, 17-25, 22-25, 20-25        |
| 18-01        | Hyundai Skywalkers - KEPCO Vixtorm     | 3-1 | 25-17, 25-20, 24-26, 25-23        |

| Quinto round |                                        |     |                                   |
|              |                                        |     |                                   |
| 19-01        | Woori Card Hansae - Korean Air Jumbos  | 0-3 | 17-25, 14-25, 20-25               |
| 20-01        | OK Rush & Cash - KB Stars              | 3-0 | 28-26, 25-15, 25-18               |
| 21-01        | Hyundai Skywalkers - Samsung Bluefangs | 3-2 | 25-18, 26-24, 21-25, 16-25, 15-8  |
| 23-01        | KB Stars - KEPCO Vixtorm               | 3-2 | 25-23, 22-25, 25-23, 20-25, 15-13 |
| 24-01        | Woori Card Hansae - OK Rush & Cash     | 0-3 | 19-25, 18-25, 25-27               |
| 25-01        | Korean Air Jumbos - Hyundai Skywalkers | 1-3 | 16-25, 26-24, 18-25, 18-25        |
| 26-01        | OK Rush & Cash - Samsung Bluefangs     | 3-0 | 25-23, 26-24, 33-31               |
| 27-01        | KEPCO Vixtorm - Korean Air Jumbos      | 3-1 | 22-25, 25-16, 25-23, 25-20        |
| 28-01        | KB Stars - Woori Card Hansae           | 1-3 | 21-25, 21-25, 27-25, 20-25        |
| 30-01        | Woori Card Hansae - Hyundai Skywalkers | 1-3 | 17-25, 15-25, 25-14, 16-25        |
| 31-01        | Korean Air Jumbos - OK Rush & Cash     | 0-3 | 22-25, 18-25, 24-26               |
| 01-02        | Samsung Bluefangs - KEPCO Vixtorm      | 2-3 | 27-25, 25-22, 18-25, 23-25, 9-15  |
| 02-02        | KB Stars - Hyundai Skywalkers          | 2-3 | 17-25, 25-20, 20-25, 27-25, 11-15 |
| 03-02        | Samsung Bluefangs - Korean Air Jumbos  | 3-1 | 25-21, 24-26, 25-16, 25-22        |
| 04-02        | OK Rush & Cash - KEPCO Vixtorm         | 3-0 | 25-21, 25-23, 25-20               |
| 06-02        | Samsung Bluefangs - Woori Card Hansae  | 3-1 | 21-25, 25-20, 25-17, 25-16        |
| 07-02        | KEPCO Vixtorm - Hyundai Skywalkers     | 2-3 | 25-16, 24-26, 25-22, 23-25, 14-16 |
| 08-02        | Korean Air Jumbos - KB Stars           | 1-3 | 20-25, 25-16, 21-25, 21-25        |
| 09-02        | Hyundai Skywalkers - OK Rush & Cash    | 3-0 | 25-21, 25-22, 28-26               |
| 10-02        | KEPCO Vixtorm - Woori Card Hansae      | 3-1 | 25-22, 30-32, 25-16, 25-18        |
| 11-02        | KB Stars - Samsung Bluefangs           | 3-2 | 25-20, 26-28, 25-22, 20-25, 17-15 |

| Sesto round |                                        |     |                                   |
|             |                                        |     |                                   |
| 13-02       | KEPCO Vixtorm - OK Rush & Cash         | 3-1 | 35-33, 21-25, 25-17, 25-22        |
| 14-02       | Woori Card Hansae - KB Stars           | 3-0 | 25-21, 25-21, 25-16               |
| 15-02       | Hyundai Skywalkers - Korean Air Jumbos | 3-0 | 25-20, 25-19, 25-19               |
| 16-02       | Samsung Bluefangs - OK Rush & Cash     | 3-2 | 20-25, 25-15, 26-24, 20-25, 15-10 |
| 17-02       | KB Stars - Hyundai Skywalkers          | 0-3 | 17-25, 20-25, 17-25               |
| 18-02       | Woori Card Hansae - KEPCO Vixtorm      | 0-3 | 18-25, 15-25, 17-25               |
| 20-02       | Korean Air Jumbos - Samsung Bluefangs  | 1-3 | 25-22, 19-25, 21-25, 27-29        |
| 21-02       | Hyundai Skywalkers - KEPCO Vixtorm     | 3-0 | 25-17, 25-21, 25-23               |
| 22-02       | KB Stars - OK Rush & Cash              | 2-3 | 16-25, 25-22, 25-20, 22-25, 13-15 |
| 23-02       | KEPCO Vixtorm - Samsung Bluefangs      | 1-3 | 25-16, 23-25, 16-25, 20-25        |
| 24-02       | Korean Air Jumbos - Woori Card Hansae  | 3-0 | 25-21, 25-23, 25-23               |
| 25-02       | OK Rush & Cash - Hyundai Skywalkers    | 0-3 | 20-25, 16-25, 22-25               |
| 27-02       | KB Stars - Korean Air Jumbos           | 1-3 | 23-25, 22-25, 25-20, 21-25        |
| 28-02       | Woori Card Hansae - Samsung Bluefangs  | 1-3 | 28-26, 19-25, 22-25, 21-25        |
| 29-02       | OK Rush & Cash - Korean Air Jumbos     | 0-3 | 24-26, 17-25, 28-30               |
| 01-03       | KEPCO Vixtorm - KB Stars               | 2-3 | 14-25, 25-18, 25-22, 19-25, 12-15 |
| 02-03       | Samsung Bluefangs - Hyundai Skywalkers | 0-3 | 20-25, 18-25, 22-25               |
| 03-03       | OK Rush & Cash - Woori Card Hansae     | 3-1 | 25-15, 19-25, 25-14, 25-22        |
| 05-03       | Korean Air Jumbos - KEPCO Vixtorm      | 3-1 | 22-25, 26-24, 25-22, 25-20        |
| 06-03       | Hyundai Skywalkers - Woori Card Hansae | 3-0 | 25-16, 25-21, 25-17               |
| 07-03       | Samsung Bluefangs - KB Stars           | 3-1 | 25-22, 25-13, 20-25, 25-21        |

#### Classifica
| Pos. | Squadra            | Pt | G  | V  | P  | SV | SP | Ratio | PF    | PS    | Ratio |
| ---- | ------------------ | -- | -- | -- | -- | -- | -- | ----- | ----- | ----- | ----- |
| 1.   | Hyundai Skywalkers | 81 | 36 | 28 | 8  | 92 | 41 | 2,244 | 3 103 | 2 827 | 1,098 |
| 2.   | OK Rush & Cash     | 71 | 36 | 23 | 13 | 81 | 52 | 1,558 | 3 132 | 2 941 | 1,065 |
| 3.   | Samsung Bluefangs  | 66 | 36 | 23 | 13 | 79 | 63 | 1,254 | 3 252 | 3 116 | 1,044 |
| 4.   | Korean Air Jumbos  | 64 | 36 | 21 | 15 | 76 | 58 | 1,310 | 3 056 | 3 001 | 1,018 |
| 5.   | KEPCO Vixtorm      | 47 | 36 | 14 | 22 | 64 | 76 | 0,842 | 3 121 | 3 137 | 0,995 |
| 6.   | KB Stars           | 28 | 36 | 10 | 26 | 47 | 91 | 0,516 | 3 013 | 3 258 | 0,925 |
| 7.   | Woori Card Hansae  | 21 | 36 | 7  | 29 | 39 | 97 | 0,402 | 2 789 | 3 186 | 0,875 |

      Ammessa in finale play-off.
      Ammessa in semifinale play-off.
      Ammesse ai quarti di finale play-off.

### Play-off scudetto
|  | Quarti di finale | Quarti di finale  | Quarti di finale |                   |   | Semifinali | Semifinali | Semifinali | Semifinali | Semifinali |  |  | Finale | Finale             | Finale | Finale | Finale | Finale | Finale |  |
|  |                  |                   |                  |                   |   |            |            |            |            |            |  |  |        |                    |        |        |        |        |        |  |
|  |                  |                   |                  |                   |   |            |            |            |            |            |  |  | 1      | Hyundai Skywalkers | 2      | 0      | 3      | 1      |        |  |
|  |                  |                   |                  |                   |   |            |            |            |            |            |  |  | 1      | Hyundai Skywalkers | 2      | 0      | 3      | 1      |        |  |
|  |                  |                   | 2                | OK Rush & Cash    | 3 | 3          | 1          | 3          |            |            |  |  |        |                    |        |        |        |        |        |  |
|  |                  |                   |                  | OK Rush & Cash    | 3 | 3          | 1          | 3          |            |            |  |  |        |                    |        |        |        |        |        |  |
|  |                  |                   |                  |                   |   |            |            |            |            |            |  |  |        |                    |        |        |        |        |        |  |
|  |                  |                   |                  |                   |   |            |            |            |            |            |  |  |        |                    |        |        |        |        |        |  |
|  |                  | 2                 | OK Rush & Cash   | 3                 | 3 |            |            |            |            |            |  |  |        |                    |        |        |        |        |        |  |
|  |                  |                   |                  | 3                 | 3 |            |            |            |            |            |  |  |        |                    |        |        |        |        |        |  |
|  |                  |                   | 3                | Samsung Bluefangs | 0 | 1          |            |            |            |            |  |  |        |                    |        |        |        |        |        |  |
|  | 3                | Samsung Bluefangs | 3                | Samsung Bluefangs | 0 | 1          | 3          |            |            |            |  |  |        |                    |        |        |        |        |        |  |
|  | 3                | Samsung Bluefangs |                  |                   |   |            |            |            |            |            |  |  |        |                    |        |        |        |        |        |  |
|  | 4                | Korean Air Jumbos | 0                |                   |   |            |            |            |            |            |  |  |        |                    |        |        |        |        |        |  |

#### Quarti di finale
| \| Gara 1 \| \| \| \| \| \| \| \| \| \| 10-03 \| Samsung Bluefangs - Korean Air Jumbos \| 3-1 \| 25-21, 22-25, 25-22, 25-18 \| |                                       |     |                            |
| Gara 1 |                                       |     |                            |
| |                                       |     |                            |
| 10-03 | Samsung Bluefangs - Korean Air Jumbos | 3-1 | 25-21, 22-25, 25-22, 25-18 |

#### Semifinale
| Gara 1 |                                    |     |                     |
|        |                                    |     |                     |
| 12-03  | OK Rush & Cash - Samsung Bluefangs | 3-0 | 25-23, 25-23, 25-15 |

| Gara 2 |                                    |     |                            |
|        |                                    |     |                            |
| 14-03  | Samsung Bluefangs - OK Rush & Cash | 1-3 | 18-25, 25-20, 19-25, 20-25 |

#### Finale
| Gara 1 |                                     |     |                                   |
|        |                                     |     |                                   |
| 18-03  | Hyundai Skywalkers - OK Rush & Cash | 2-3 | 22-25, 15-25, 25-23, 25-14, 15-17 |

| Gara 2 |                                     |     |                     |
|        |                                     |     |                     |
| 20-03  | Hyundai Skywalkers - OK Rush & Cash | 0-3 | 18-25, 20-25, 20-25 |

| Gara 3 |                                     |     |                            |
|        |                                     |     |                            |
| 22-03  | OK Rush & Cash - Hyundai Skywalkers | 1-3 | 25-23, 22-25, 23-25, 16-25 |

| Gara 4 |                                     |     |                            |
|        |                                     |     |                            |
| 22-03  | OK Rush & Cash - Hyundai Skywalkers | 3-1 | 25-20, 25-15, 19-25, 25-23 |

## Premi individuali
| Premio                    | Giocatore         | Squadra            |
| ------------------------- | ----------------- | ------------------ |
| MVP della Regular Season  | Moon Sung-min     | Hyundai Skywalkers |
| MVP delle finali play-off | Robertlandy Simón | OK Rush & Cash     |
| MVP dell'All-Star Game    | Moon Sung-min     | Hyundai Skywalkers |
| MVP 1º round              | Robertlandy Simón | OK Rush & Cash     |
| MVP 2º round              | György Grozer     | Samsung Bluefangs  |
| MVP 3º round              | Kim Hak-min       | Korean Air Jumbos  |
| MVP 4º round              | No Jae-uk         | Hyundai Skywalkers |
| MVP 5º round              | Oreol Camejo      | Hyundai Skywalkers |
| MVP 6º round              | Moon Sung-min     | Hyundai Skywalkers |
| Miglior allenatore        | Kim Sa-jin        | OK Rush & Cash     |
| Miglior esordiente        | Na Gyeong-bon     | Woori Card Hansae  |
| Miglior palleggiatore     | Han Sun-soo       | Korean Air Jumbos  |
| Miglior opposto           | György Grozer     | Samsung Bluefangs  |
| Miglior schiacciatore     | Oreol Camejo      | Hyundai Skywalkers |
| Miglior schiacciatore     | Song Myung-geun   | OK Rush & Cash     |
| Miglior centrale          | Lee Seon-gyu      | Samsung Bluefangs  |
| Miglior centrale          | Choi Min-ho       | Hyundai Skywalkers |
| Miglior libero            | Yeo Oh-hyun       | Hyundai Skywalkers |

## Classifica finale
| Pos                      | Squadra            | Qualificazione          |
| ------------------------ | ------------------ | ----------------------- |
| Corea del Sud (bandiera) | OK Rush & Cash     |                         |
| 2                        | Hyundai Skywalkers | V.League Top Match 2016 |
| 3                        | Samsung Bluefangs  |                         |
| 4                        | Korean Air Jumbos  |                         |
| 5                        | KEPCO Vixtorm      |                         |
| 6                        | KB Stars           |                         |
| 7                        | Woori Card Hansae  |                         |

## Statistiche
| Rendimento individuale | Rendimento individuale | Rendimento individuale | Rendimento individuale |
| Pos.                   | Nome                   | Punti                  | Squadra                |
| ---------------------- | ---------------------- | ---------------------- | ---------------------- |
| 1                      | György Grozer          | 1 158                  | Samsung Bluefangs      |
| 2                      | Robertlandy Simón      | 1 096                  | OK Rush & Cash         |
| 3                      | Jan Štokr              | 907                    | KEPCO Vixtorm          |
| 4                      | Oreol Camejo           | 870                    | Hyundai Skywalkers     |
| 5                      | Song Myung-geun        | 672                    | OK Rush & Cash         |
| 6                      | Martin Nemec           | 648                    | KB Stars               |
| 7                      | Moon Sung-min          | 603                    | Hyundai Skywalkers     |
| 8                      | Kim Yo-han             | 566                    | KB Stars               |
| 9                      | Kim Hak-min            | 538                    | Korean Air Jumbos      |
| 10                     | Pavel Moroz            | 520                    | Korean Air Jumbos      |

| Attacchi vincenti | Attacchi vincenti | Attacchi vincenti | Attacchi vincenti  |
| Pos.              | Nome              | Punti             | Squadra            |
| ----------------- | ----------------- | ----------------- | ------------------ |
| 1                 | György Grozer     | 982               | Samsung Bluefangs  |
| 2                 | Robertlandy Simón | 883               | OK Rush & Cash     |
| 3                 | Jan Štokr         | 814               | KEPCO Vixtorm      |
| 4                 | Oreol Camejo      | 752               | Hyundai Skywalkers |
| 5                 | Song Myung-geun   | 580               | OK Rush & Cash     |
| 6                 | Martin Nemec      | 551               | KB Stars           |
| 7                 | Kim Yo-han        | 513               | KB Stars           |
| 8                 | Moon Sung-min     | 508               | Hyundai Skywalkers |
| 9                 | Kim Hak-min       | 467               | Korean Air Jumbos  |
| 10                | Pavel Moroz       | 454               | Korean Air Jumbos  |

| Muri vincenti | Muri vincenti     | Muri vincenti | Muri vincenti      |
| Pos.          | Nome              | Punti         | Squadra            |
| ------------- | ----------------- | ------------- | ------------------ |
| 1             | Robertlandy Simón | 113           | OK Rush & Cash     |
| 2             | Choi Min-ho       | 93            | Hyundai Skywalkers |
| 3             | Lee Sun-kyu       | 91            | Samsung Bluefangs  |
| 4             | Park Sang-ha      | 86            | Woori Card Hansae  |
| 5             | Park Won-bin      | 84            | OK Rush & Cash     |
| 6             | Ji Tae-hwan       | 73            | Samsung Bluefangs  |
| 7             | Oreol Camejo      | 69            | Hyundai Skywalkers |
| 8             | György Grozer     | 68            | Samsung Bluefangs  |
| 9             | Park Jin-woo      | 66            | Woori Card Hansae  |
| 10            | Bang Sin-bong     | 65            | KEPCO Vixtorm      |

| Battute vincenti | Battute vincenti  | Battute vincenti | Battute vincenti   |
| Pos.             | Nome              | Punti            | Squadra            |
| ---------------- | ----------------- | ---------------- | ------------------ |
| 1                | György Grozer     | 108              | Samsung Bluefangs  |
| 2                | Robertlandy Simón | 100              | OK Rush & Cash     |
| 3                | Song Myung-geun   | 56               | OK Rush & Cash     |
| 4                | Oreol Camejo      | 49               | Hyundai Skywalkers |
| 5                | Moon Sung-min     | 44               | Hyundai Skywalkers |
| 6                | Martin Nemec      | 40               | KB Stars           |
| 7                | Jan Štokr         | 34               | KEPCO Vixtorm      |
| 8                | Seo Jae-duck      | 32               | KEPCO Vixtorm      |
| 9                | Pavel Moroz       | 28               | Korean Air Jumbos  |
| 10               | Kim Yo-han        | 25               | KB Stars           |
| 10               | You Kwang-woo     | 25               | Samsung Bluefangs  |
| 10               | Ryu Yun-sik       | 25               | Samsung Bluefangs  |